# Фикус священный
Священная фига, Фикус священный, Фикус религиозный, Дерево Бодхи (лат. Ficus religiosa) — вечнозелёное дерево, вид рода Фикус семейства Тутовые (Moraceae), произрастающее в Индии, Непале, Шри-Ланке, юго-западном Китае и странах полуострова Индокитай.
Отличается сильными ветвями сероватого цвета с сердцевидными листьями размером 8—12 см, имеющими гладкие края и длинное капельное остриё. Прожилки листа видны отчётливо. Соцветия в форме котелка дают несъедобные соплодия, которые, созрев, приобретают фиолетовую окраску.
Считается буддистами одним из символов просветления Будды Шакьямуни, сидя именно под таким деревом принц Сиддхартха Гаутама достиг просветления, и стал Буддой. У буддистов известно под названием дерево «Бодхи», на сингальском языке bodi.

## Использование в медицине

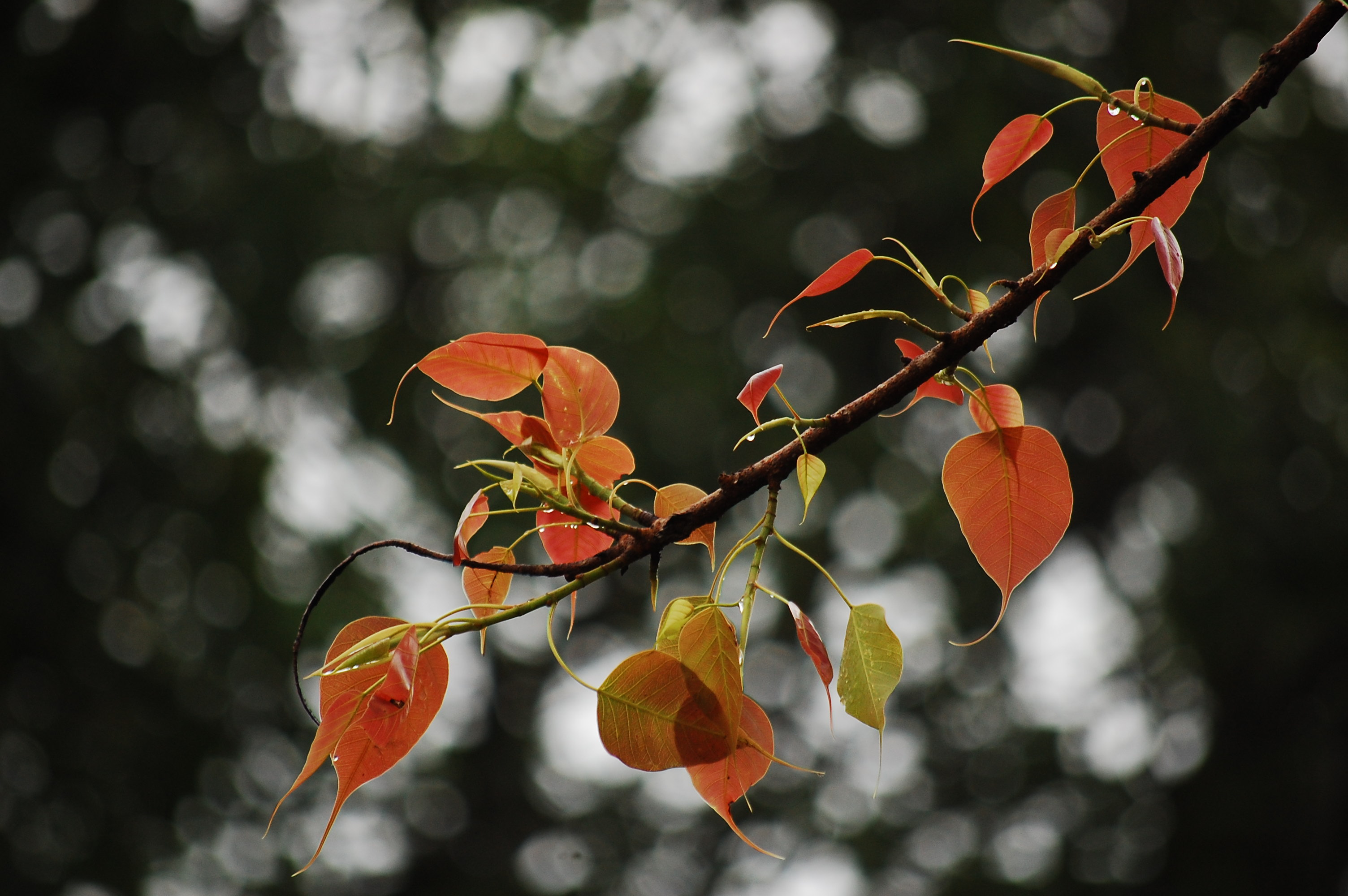
Фикус священный, новые листья
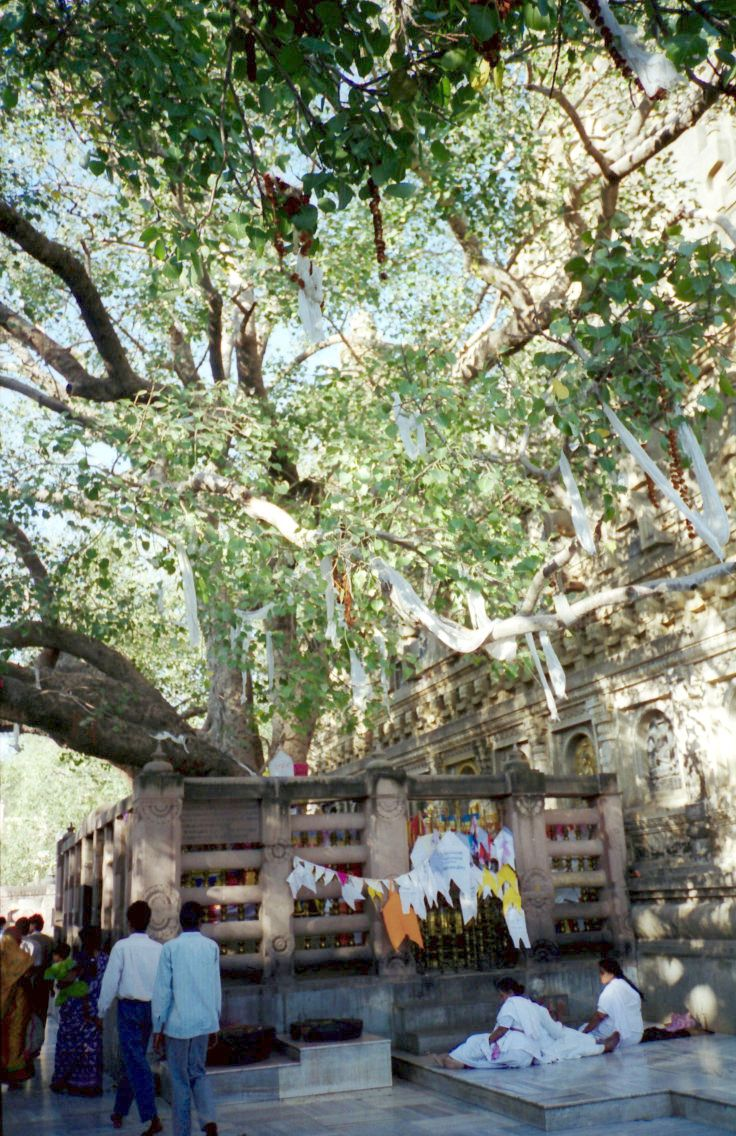
Дерево Бодхи в Храме Махабодхи.
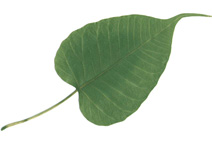
Характерная форма листа Фикуса священного